# شهرستان سمنان
شهرستان سِمنان یکی از بزرگ‌ترین شهرستان‌های استان سمنان است. جمعیت این شهرستان بر طبق سرشماری سال ۱۳۸۵، برابر با ۱۹۱۲۲۳ نفر بوده‌است. شهر سمنان مرکز این شهرستان است. با تأسیس و تفکیک شهرستان‌های مهدیشهر در سال ۱۳۸۶ و سرخه در سال ۱۳۹۱، در سال ۱۳۹۵ جمعیتی بالغ بر ۱۹۶۵۲۱ نفر را دارا می‌باشد.

## جغرافیا
شهرستان سمنان از شمال با شهرستان مهدیشهر و از شرق با شهرستان دامغان و از غرب با شهرستان سرخه و از جنوب با کویر و استان اصفهان همسایه است.

## شهرها و بخش‌ها

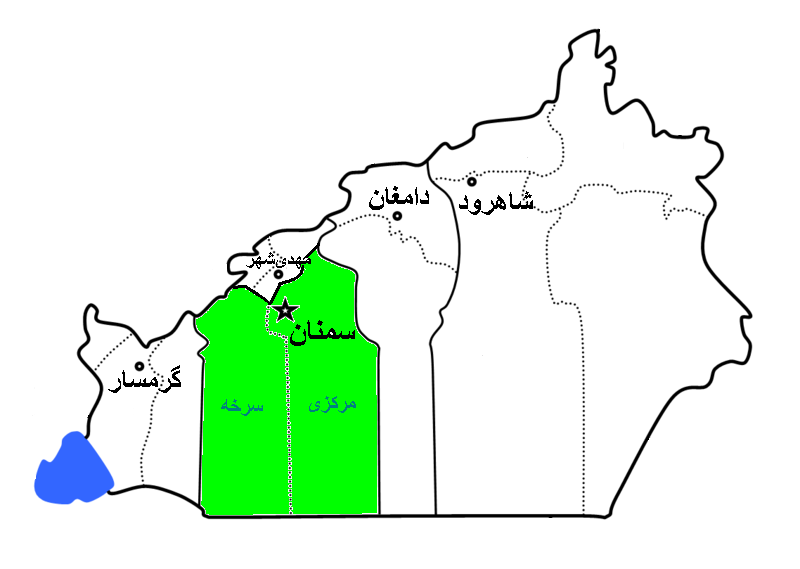
نقشه سابق شهرستان سمنان در استان سمنان

- بخش مرکزی شهرستان سمنان
  - دهستان حومه سمنان

شهر: سمنان

## تاریخچه
در زمان شاهنشاهی ماد، سرتاسر استان سمنان امروزی جزئی از امپراتوری بزرگ ماد بود. پس از مادها کورش بزرگ پس از تسخیر آسیای صغیر به نواحی شرقی ایران شتافت و تا رود سیحون پیشروی نمود. نوشته‌اند که او ایالت پارت که شامل خراسان و کومش (قومس - به‌طور تقریبی استان سمنان امروزی) می‌شد را به علاوهٔ سیستان (زرنگ) و خوارزم را پیوست گسترهٔ خود کرد.
پس از کورش که کمبوجیه به پادشاهی رسید، بنا به وصیت کورش حکومت خوارزم، پارت و کارمانیا (کرمان) برعهدهٔ بردیا گمارده‌شد. در این دوره، سمنان به مانند پلی، سه ایالت راگا (ری)، خراسان و استرآباد (گرگان) را به هم وصل می‌کرد. پس از حملهٔ اسکندر مقدونی و حکومت سلوکیان، سلوکیان برای رضایت ایرانیان و عدم شورش آن‌ها، اختیارات بسیاری به ایرانیان پارتی دادند. حکمرانان پارتی نیز برای راضی نگه داشتن مردم، شصت شهر در ایالت کومش ساختند که می‌توان به آپاما (لاسجرد کنونی از روستاهای شهرستان سرخه) و هکاتم‌پلیس (صددروازه یا دامغان کنونی) اشاره کرد. در دورهٔ اشکانیان کومش یکی از ایالات هجده‌گانهٔ اشکانی بود و با نام‌های کمیسن و قومیس شناخته می‌شد. در دورهٔ ساسانیان سمنان به دلیل قرار داشتن در مرکز تردد شمال و جنوب و نیز شرق و غرب، همواره محل کشمکش بر سر قدرت بوده‌است. در دورهٔ ساسانیان و پس از اسلام محل تمرکز پایگاه‌های دولت‌های مرکزی در این ناحیه بوده‌است. بسیاری از بناهای به‌جامانده در این شهر مربوط به دورهٔ غزنویان و زمان سلطان مسعود غزنوی و پس از آن می‌باشد که از این میان می‌توان از «منار مسجد جامع سمنان» و «بقعهٔ پیر علمدار» یاد کرد.
در زمان اسماعیلیان، سمنان از کانون‌های مهم ایشان بوده به گونه‌ای که حدود ۱۵۰ قلعه در سمنان در اختیار اسماعیلیان قرار داشته‌است.
در دورهٔ زندیان و زمان کریم‌خان زند، نواحی سمنان، دامغان، شاهرود و سرخه و بسطام در اختیار بزرگان قاجار قرار گرفت. به همین علت بود که محل تولد بسیاری از شاهان و بزرگان قاجار، سمنان می‌باشد. سمنان در دورهٔ قاجار و به ویژه در زمان فتحعلی‌شاه -که زادگاهش سمنان بود- بسیار مورد توجه قرار گرفت. فتحعلی‌شاه سه برادر سمنانی‌اش را برای حکومت سمنان برگزید، اما ظلمی که ایشان بر مردم سمنان روا داشتند در نهایت باعث قیام مردم به رهبری بزرگان و اندیشمندان و پیوستن ایشان به صف مشروطه‌خواهان شد.

## مردم کومشی
مردم کومشی یا کومشی یا قومسی به مردم بومی شهرستان‌های سمنان، مهدیشهر، سرخه، دامغان و شاهرود گفته می‌شود که به یکی از گویش‌های زبان کومشی گویش می‌کنند. امروزه گویش کومشی تنها در شهرستان سمنان و سرخه و مهدی‌شهر گویش می‌شود و در دیگر نواحی آن زبان فارسی و تاتی و مازندرانی رایج است. به اعتقاد زبانشناسان از منطقه سمنان تا گرمسار هیچ گونه بومی از زبان فارسی شناخته نشده‌است و شهر سمنان و روستاهای اطراف سمنان گویش کومشی خود را حفظ نموده‌اند. عبدالله مقدسی مردم کومش را نه فارس و نه تازی می‌داند و در وصف زبان مردم کومش چنین می‌گوید: «زبان کومش و گرگان به هم نزدیک است. ها بکار می‌برند و می‌گویند هاکن و هاده و آن را حلاوتی‌ست، و زبان مردم طبرستان بدانها نزدیک است مگر در آن شتاب است». پس از فتح ایران توسط اعراب لفظ کومش به قومس تغییر کرد و از آن پس به ولایت کومش قومس گفته می‌شد و به مردم بومی آن قومسی گفته می‌شد. امروزه مردم مازندران و گیلان و گلستان به اهالی سمنان کومشی می‌گویند. اکثر مردم سمنان خود را قومسی و کومشی می‌نامیدند.

## جاذبه‌های تاریخی و باستانی
این شهر علاوه بر زیبایی‌های طبیعی با سابقه تاریخی چند هزار ساله به دلیل واقع شدن در گذر حوادث ناشی از لشکرکشی‌ها و مهاجرت‌های بین شرق و غرب و مهم‌تر از همه داشتن تاریخ تمدن دیرینه دارای آثار باستانی متعدد دیدنی مربوط به دوره‌های مختلف تاریخ است که مبین قدمت کهن آن است. این آثار شامل:
- مسجد جامع سمنان
- منار سلجوقی مسجد جامع
- مسجد امام سمنان (مسجد شاه یا سلطانی)
- گرمابه پهنه سمنان
- گرمابه حضرت
- گرمابه ناسار
- گرمابه قلی
- گرمابه نخست
- دروازه ارگ سمنان
- ارگ علاء
- بنای دارالحکومه (میدان ابوذر)
- بازار سمنان
- بازار شیخ علاءالدوله
- برج چهل‌دختران
- قلعه‌های سارو
- قلعهٔ پاچنار
- قلعه کوشمغان
- قلعه زاوغان
- قلعه کهن‌دژ
- محله ملحی
- دژ چرمینه
- کاروانسرای سنگی آهوان (مربوط به قرن پنجم هجری)
- کاروان سرای شاه سلیمانی
- آرامگاه حکیم الهی سمنانی
- آرامگاه پیر نجم الدین
- آب‌انبار ناسار
- آب‌انبار کارخانه
- آب‌انبار کهنه دژ
- آب‌انبار توکلی
- تپه ناسار
- مدرسه حاج فتحعلی بیگ
- مدرسه صادق خان
- یخدان آتشگاه

افزون بر اینها می‌توان به آب‌انبارها، قنات‌هایی با معماری منحصر به فرد و بافت قدیم سمنان نیز اشاره کرد.

## جاذبه‌های طبیعی
- معدن نمک ملحه: این معدن در فاصله ۴۸ کیلومتری جنوب شرقی سمنان در موقعیت ۵۲ درجه ۴۳ دقیقه طول شرقی و ۳۵ درجه ۲۲ دقیقه ۳۰ ثانیه عرض شمالی واقع شده‌است و از فعال‌ترین و کهن‌ترین معادن نمک ایران به‌شمار می‌آید.[۱۴]
- دلفین‌های نمکی: این دلفین‌ها از جاذبه‌های ویژه معدن نمک ملحه هستند. برای دیدن این دلفین‌های نمکی باید از جاده نظامی سمنان حدود ۴۰ کیلومتر طی مسیر کرد و سپس به سمت جنوب حدود ۵ کیلومتر ادامه مسیر داد.[۱۴][۱۵]

## موقعیت جغرافیایی (شهرستان‌های همجوار)

### دسترسی به مرکز شهرستان‌های همجوار
| ردیف | شهرستان مقصد | جاده‌های مسیر                                           | شهرهای مسیر                                                 |
| ---- | ------------ | ------------------------------------------------------ | ----------------------------------------------------------- |
| ۱    | مهدیشهر      | سمنان- فولاد محله (به سمت شمال)                        | درجزین                                                      |
| ۲    | دامغان       | ۴۴ (به سمت شرق)                                        |                                                             |
| ۳    | نائین        | ۴۴ (به سمت شرق) ۸۱ (به سمت جنوب) ۶۲ (به سمت جنوب غربی) | دامغان جندق انارک                                           |
| ۳    | نائین        | ۴۴ (به سمت غرب) ۷ (به سمت جنوب) ۷۱ (به سمت جنوب شرقی)  | سرخه، آرادان، گرمسار، پاکدشت، تهران قم، کاشان، نظنز اردستان |
| ۴    | سرخه         | ۴۴ (به سمت غرب)                                        |                                                             |

## پیوندها
- سمنانی ها|پایگاه مشترک مردم و سازمان‌های مردم نهاد سمنان
- سمنان تایمز |اخبار ایران واستان سمنان
- وبسایت خبری تحلیلی سمنان لاین - خط خبری استان سمنان
- سمن‌های سمنان|پایگاه سازمان‌های مردم نهاد سمنان
- سایت جامع سمنان
- شبکه خبری سمنان
- روزنامه پیام استان سمنان